# Praça do Mercado da Cidade Velha de Varsóvia

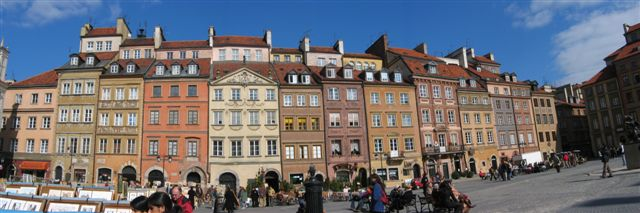
Vista panorâmica da Cidade Velha.

O Mercado da Cidade Velha de Varsóvia (em polonês/polaco:  Rynek Starego Miasta) é a parte central da Cidade Velha de Varsóvia, em Varsóvia, capital da Polônia. Imediatamente após a Revolta de Varsóvia, foi sistematicamente destruída pelo exército alemão. Após a Segunda Guerra Mundial, o Mercado da Cidade Velha foi restaurado a sua aparência pré-guerra.
O Mercado da Cidade Velha é o verdadeiro coração da Cidade Velha, e até o final do século XVIII era o coração de toda a Varsóvia. Originou-se no final do século XIII, ao mesmo tempo a cidade foi fundada. Aqui, os representantes das corporações e comerciantes se reuniram na Câmara Municipal (construída antes de 1429, demolida em 1817) e feiras ea execução ocasional foram realizada.
O distrito foi danificado pelas bombas alemãs da Luftwaffe durante a Invasão da Polônia (1939). A antiga Praça do Mercado foi reconstruída na década de 1950, depois de ter sido novamente danificada pelo exército alemão, após a supressão da Revolta de Varsóvia, em 1944. Hoje é uma grande atração turística.
Foi listada em 1980 como um Patrimônio Mundial pela Organização das Nações Unidas para a Educação, a Ciência e a Cultura (UNESCO), como um patrimônio cultural.